# Stadio Montefeltro
Lo stadio Montefeltro è il principale impianto sportivo della città di Urbino e ospita le partite casalinghe dell'Urbino.

## Storia
Il 27 marzo 2002, l'impianto ospitò l'incontro di ritorno tra le nazionali di calcio maschili Under-20 dell'Italia e della Svizzera, nell'ambito del Torneo Quattro Nazioni Under-20 2001-2002, terminato 4-0 per la nazionale azzurra, con doppietta di Ferro, oltre alle reti di Caracciolo e Balzaretti.